# 矢島舞美
矢島 舞美（やじま まいみ、1992年2月7日 - ）は、日本の女優、タレント、元歌手、元℃-uteのメンバーおよびリーダー、ハロー!プロジェクトの5代目リーダーである。公式ニックネームは、まいみぃー。
埼玉県出身。血液型O型。身長167 cm。アップフロントクリエイト所属。夫は俳優の味方良介。

## 略歴
- 2002年6月30日、「ハロー!プロジェクト・キッズ オーディション」に合格。
- 2003年7月6日、ZYXメンバーに選出。
- 2005年6月11日、℃-ute結成。リーダーに就任。
- 2007年11月27日、安倍なつみとユニットを組むことが発表された。翌2008年1月16日、安倍なつみ＆矢島舞美（℃-ute）としてデビュー。
- 2008年4月19日、High-Kingメンバーに選出。
- 2012年7月20日、ダンスユニット「DIY♡」メンバーに選出。
- 2014年11月27日、ハロー!プロジェクトの5代目リーダーに就任。初代リーダー中澤裕子以来5年8か月ぶりのモーニング娘。に所属していないメンバーによるリーダーである。モーニング娘。に所属したことのないメンバーでは初めての就任である。
- 2017年1月2日、同日から始まったハロコンに、℃-uteが出演しないことにともない、℃-ute解散に先立ち、ハロー!プロジェクトのリーダーを和田彩花（アンジュルムリーダー）に譲位した（発表は、前年12月31日）。
- 2017年6月12日、さいたまスーパーアリーナでの℃-ute解散公演をもって、ハロー!プロジェクトを卒業。
- 2017年6月16日、矢島舞美オフィシャルブログを開設[6]。
- 2018年6月12日、Instagramを開始[7][8]。
- 2022年6月30日、芸能生活20周年を迎える。
- 2022年11月8日、俳優の味方良介との結婚を報告[5]。
- 2023年1月1日、所属事務所をジェイピィールームからアップフロントクリエイトへ移籍。
- 2024年3月25日、第1子の妊娠を報告[9]。
- 2024年5月24日、Xを開始[10]。
- 2024年7月17日、第1子の出産を報告[11][12]。
- 2025年6月26日、第2子の妊娠を報告[13]。

## 人物
- ハロー!プロジェクト・キッズ オーディション応募時の特技は習字、ピアノ、一輪車、フラフープ[14]。
- 少年野球（軟式野球）チームに所属していた経験がある[14]。そのチームには女子が2人所属していたが、もう1人は現バスケットボール選手の渡嘉敷来夢であったと自身のラジオ番組で語っている。因みに好きな野球選手として松井秀喜を挙げており、過去に松井を題材にしたギャグ漫画を読んでいたほどである[15]。
- 元アンジュルムの竹内朱莉は従妹[16]。
- 飼っているペットは、以下のとおり。
  - トワレ（2014年 - 、雌、ポメラニアン）
  - コロン（2006年 - 2022年〈16歳没〉、雌、トイプードル）[17]
  - アロマ（2012年現在で4歳、雌、トイプードル）
  - ルーキー（ - 2015年3月26日〈13歳没〉、雄、ジャックラッセルテリア）[18][19][20]
  - コロンとアロマは親子である[21]。
  - コロンから産まれた仔犬はアロマ以外に、ハロプロメンバーに譲られた、くるみ（飼い主は清水佐紀）、ルート（飼い主は徳永千奈美）、メロン（飼い主は竹内朱莉）などがいる[22]。
- 好きな言葉は「全力投球」と「努力夢現」[23]。
- 2006年新春開催の『Hello! Project 2006 Winter 〜ワンダフルハーツ〜』で衣裳に付けられていた番号は「84」。
- 非常に汗っかきで、コンサート中に℃-uteのメンバーに汗がかかるほどである[24]。
- 参加する重要なコンサートやイベントの日には雨が降ることが多く、ファンのみならず、ラジオや雑誌の対談などで℃-uteメンバーからも「雨女」だと指摘されることが多いが、本人は否定している[25]。

## 作品

### 配信シングル
- 明日、知らない風に吹かれて（2017年11月17日、UP-FRONT WORKS、UFDL-1371）[26]
  - 作詞：岩里祐穂、作曲：星部ショウ、編曲：SHIKI、時間：4分41秒
- これから飛び乗ってく未来（2017年11月17日、UP-FRONT WORKS、UFDL-1372）[27]
  - 作詞：井筒日美、作曲・編曲：星部ショウ、時間：4分55秒
- 愛をみせてくれませんか（2018年11月21日、UP-FRONT WORKS、UFDL-1414）[28]
  - 作詞：宮嶋淳子、作曲：中島卓偉、編曲：荒幡亮平、時間：4分49秒
- 泣きたくないのに（2018年11月21日、UP-FRONT WORKS、UFDL-1415）[29]
  - 作詞・作曲：中島卓偉、編曲：荒幡亮平、時間：5分6秒

#### コラボレーション楽曲
- 恋する！さかなヘン（2019年03月30日、UP-FRONT WORKS、UFDL-1426）[30] - 矢島舞美、中島早貴、高木紗友希（Juice=Juice）、岡田万里奈（LoVendoЯ）、岸本ゆめの（つばきファクトリー）名義。
  - 作詞：桑原永江、作曲・編曲：松浦雄太、時間：3分37秒

### 参加作品
- 街 feat.矢島舞美（2017年10月25日） - ISEKI（元キマグレン）のアルバム『AOR FLAVA -silky red-』で参加。

### 映像作品

#### ソロ映像作品
- 17's-SEVENTEEN'S-（2009年4月29日、zetima）
- UTB ワニブックス オンラインストア限定特典「矢島舞美 メイキングDVD」（2009年6月、ワニブックス） - 非売品。
- Fixの絵（2010年6月23日、zetima）
- 矢島舞美DVD「海風」（2011年3月27日、アップフロントワークス） - e-Hello!（イーハロ）シリーズ（e-LineUP!期間限定販売）
- a foggy doll（2011年8月29日、アップフロントワークス） - e-Hello!（イーハロ）シリーズ（e-LineUP!期間限定販売）
- a rainy day（2011年9月29日、アップフロントワークス） - e-Hello!（イーハロ）シリーズ（e-LineUP!期間限定販売）
- Imagine classic（2011年11月11日、アップフロントワークス） - e-Hello!（イーハロ）シリーズ（e-LineUP!期間限定販売）
- 矢島舞美写真集「タビオト」メイキングDVD（2012年1月31日、アップフロントワークス） - e-Hello!（イーハロ）シリーズ（e-LineUP!期間限定販売）
- Chelsie（2012年12月19日、zetima）[31]
- マイミュージアム スペシャルDVD（2013年6月5日、アップフロントワークス） - e-Hello!（イーハロ）シリーズ（e-LineUP!期間限定販売）[32]
- Smiling sky（2013年12月1日、アップフロントワークス）UFBW-2093
- Blue Wind（2014年4月9日、zetima）[33]
- Ways（2014年12月23日、アップフロントワークス）[34]
- 『やじマップSweets修行の旅』Special Making DVD（2015年6月26日、アップフロントワークス）[35]
- Flowing（2015年10月21日、zetima）[36]
- わたしの季節（2016年9月28日、zetima）[37]

#### その他の映像作品
- メイキング・オブ 仔犬ダンの物語（2003年1月21日）
- ハローキッズ vol.1･2（2006年2月22日）
- ハロプロアワー Vol.1（2006年11月22日）
- ℃-ute 鈴木愛理 in 沖縄 AIRI'S CLASSIC（2008年6月25日、zetima） - オーディオコメンタリーのみ出演。
- 江戸の手毬唄II（黒船バージョン）（2008年9月5日、アップフロントワークス） - 特典映像のみ出演[注 1]。
- Buono! Days2 2009 夏 スペシャルドラマ風 Buono!危機一髪（2009年8月21日）
- 萩原舞 in 八丈島（2009年10月21日、zetima） - オーディオコメンタリーのみ出演。
- ロマンチックにヨロシク（2010年3月17日、アップフロントエージェンシー）
- UTB vol.195 ワニブックス オンラインストア限定特典「矢島舞美&鈴木愛理メイキングDVD」（2010年1月、ワニブックス） - 非売品。
- Hello! Project BESTSHOT!! 春 ワニブックス オンラインストア限定特典スペシャルメイキングDVD（2010年3月、ワニブックス） - 非売品。

## 出演

### テレビドラマ
- マネキン・ガールズ（2011年11月7日・8日、BS-TBS） - マイミ 役
- 数学♥女子学園（2012年1月11日 - 3月28日、日本テレビ） - 渋谷真実 役
- ウレロ☆未体験少女 第7話（2014年2月22日、テレビ東京） - 小島アイ 役
  - ピュアラブ板前（2014年2月23日、テレビ東京） - 小島アイ（七瀬マイ） 役[注 2]
- なぜ東堂院聖也16歳は彼女が出来ないのか? 第3話（2014年11月3日、メ〜テレ） - 林由紀 役
- グッドモーニング・コール  第14話 - 第16話（2016年5月20日 - 6月3日、フジテレビオンデマンド、Netflix[注 3]） - 桃山まみ 役
- Rの法則スペシャル「大江戸ロボコン」（2017年11月27日 - 30日、NHK Eテレ） - まつ 役
- プリティが多すぎる（2018年10月18日 - 12月21日、日本テレビ） - 市之宮佑子 役[38]
- 駐在刑事 第4話「小さな目撃者を守れ!」（2020年2月14日、テレビ東京） - 姫野鮎子 役 [39]
- 内田康夫サスペンス 新・信濃のコロンボ（テレビ東京） - 寺沢美由紀 役
  - 追分殺人事件（2020年6月8日）
  - 北国街道殺人事件（2021年8月23日）
- 女子グルメバーガー部 第6話・第7話・最終話（2020年8月15日・22日・9月26日、テレビ東京） - 主演・不二すみれ 役
- ハルとアオのお弁当箱（2020年10月13日 - 12月29日、BSテレ東） - 緑川聡子 役
- ルパンの娘 第2シリーズ 第4話（2020年11月5日、フジテレビ）- 雨宮翔子 役
- 科捜研の女 Season 20 第6話（2020年11月26日、テレビ朝日） - 水沢キヨラ 役
- 警視庁ゼロ係〜生活安全課なんでも相談室〜 第5シリーズ 第7話（2021年6月11日、テレビ東京） - 奥寺京子 役
- 育休刑事 第4話（2023年5月9日、NHK総合・NHK BS4K） - 大内田幸那 役

### テレビ番組
- 地球セイバー 夢の技術で未来を救え!（2005年5月3日、NHK総合）
- 第58回NHK紅白歌合戦（2007年12月31日、NHK総合・BS2・BShi） - ℃-uteのメンバーとして初出場
- ピラメキーノG「ざっくり戦士ピラメキッド」（2010年4月23日 - 12月16日、テレビ東京） - 桃川桃子 役
- 釣り・ロマンを求めて（2012年3月3日・4月21日・8月18日、テレビ東京）
- 遊!Style（2012年7月 - 9月、ひかりTV） - チャレンジ!ゲキ坂のコーナーで自転車に乗って坂道を登った
- ふるさとの夢（2017年1月23日未明(22日深夜) - 2020年3月26日未明(25日深夜)、TBS） - 中島早貴と共にMC[40]
- Hello!Project presents…「ソロフェス!」（2020年7月4日、テレ朝チャンネル1・BSスカパー!）- 司会
- Hello!Project presents…「ソロフェス!」舞台裏密着特番（2020年7月20日、BSスカパー!・テレ朝チャンネル1）- 司会
- 照英・秋丸美帆の最強！釣りバカ対決！！（2020年9月3日、BS日テレ）- ゲスト出演
- あざとくて何が悪いの?（2021年2月6日、テレビ朝日） - ミニドラマ出演、斎藤マイ 役
- Hello!Project presents…「ソロフェス!2」（2021年8月16日、テレ朝チャンネル1・BSスカパー!）- 司会
- 世界ふしぎ発見!（2023年7月29日、TBS）- ミステリーハンター

### ラジオ番組
- 矢島舞美のI My Me まいみ〜（2008年7月4日 - 2020年6月26日、FM PORT）[注 4]
- エブ★ラジ 夜の連続スマホ小説・ラジオドラマ「俺が守ってやるよ。」（2015年1月4日 - 25日、TBSラジオ） - 小田雅 役[41]
- 服部幸應 WELL TASTE（2018年1月7日 - 3月25日、FM NACK5） - 産休中の保田圭の代理アシスタント
- NHKオーディオドラマ FMシアター「カウント2.9！」（2019年6月22日、NHK-FM放送）
- 岸本鮎佳＆渋江譲二「艶っぽい夜」（2020年8月20日・9月3日、InterFM897）- ゲスト出演

### インターネット
- 第22回ハロプロビデオチャット（2005年8月18日、ハロー!プロジェクト on フレッツ）
- ハロプロアワー 第2回（2006年3月17日、GyaO） - ゲスト出演
- リビングルームにて（俳優編）（2018年6月18日、テレビ東京YouTube公式チャンネル）[42]
- FC町田ゼルビアをつくろう〜ゼルつく〜 #58#59・#61（2021年4月30日・5月14日、AbemaTV） - ナレーション

### CM
- アメリカンファミリー生命保険会社日本支社「浦島太郎篇」（2005年）
- アサヒ飲料 「ウィルキンソン タンサン レモン」「ウィルキンソン タンサン エクストラ」（2019年）

### 映画
- 仔犬ダンの物語（2002年12月14日公開、東映 / 2003年6月18日DVD発売） - 辻本玲那 役
- 冬の怪談〜ぼくとワタシとおばあちゃんの物語〜（2009年7月25日公開 / 2010年1月6日DVD発売） - 主演・佐伯小夜 役
- 王様ゲーム（2011年12月17日公開、BS-TBS / 2012年6月6日DVD・BD発売） - 羽村玲子 役[43]
- ゾンビデオ（2012年12月29日公開、キングレコード） - 主演・アイコ 役
- BLACKFOX:Age of the Ninja（2019年10月5日、時代劇専門チャンネル・東映）- 宮 役
- 初恋（2020年2月28日公開、東映） - みゆき 役

### オリジナルビデオ
- ブラック・エンジェルズ（2011年4月27日、ジェネオン・ユニバーサル・エンターテイメント） - 麗羅 役
- ブラック・エンジェルズ2 〜黒き覚醒篇〜（2012年7月4日、ジェネオン・ユニバーサル・エンターテイメント） - 麗羅 役
- ブラック・エンジェルズ3 〜黒き死闘篇〜（2012年8月3日、ジェネオン・ユニバーサル・エンターテイメント） - 麗羅 役

### PV
- Buono!「ホントのじぶん」（2007年10月31日）
- マジック・パワー「I Still Love You (Japanese Ver.) 」（2015年）[44]
- ISEKI「街 feat.矢島舞美」（2017年10月25日）
- アップアップガールズ（2）「好きな人の好きな人」（2023年3月13日公開）[45]

### イベント
- こども夢知遊博ステージーショー「熱っちぃ地球を冷ますんだっ。地球温暖化を楽しく学べるショートドラマ」（2005年7月27日・28日、三越本店・本館・屋上ステージ）
- 東京コレクション（2008年9月6日、ラフォーレミュージアム原宿）
- 3rd写真集「17」発売記念イベント（2009年4月28日、福家書店新宿サブナード店）
- 映画「TWILIGHT FILE VI」舞台挨拶・プレミア上映（2009年5月23日、東京ウィメンズプラザ）
- UTB vol.192発売記念・矢島舞美シークレットイベント（2009年7月10日、SPAZIO2）
- 映画「冬の怪談〜ぼくとワタシとおばあちゃんの物語〜」初日舞台挨拶（2009年7月28日、シネマート六本木）
- 写真集「タビオト」発売記念イベント（2011年11月27日、福家書店新宿サブナード店）[46][47]
- 『のんびり、さりげなく、ふんわりと。 - キュート?本当は体育会系!矢島舞美のリーダー論 -』発売記念お渡し会（2017年12月24日、書泉ブックタワー）[48]
- 舞台『熱帯男子』公演記念トークショー（2018年2月19日、ハロー!プロジェクトオフィシャルショップ東京秋葉原店）[49]
- 矢島舞美ファンクラブイベント Maimi's Squall（2018年3月10日、山野ホール、2公演）
- 遊ぶ。暮らす。育てる。SATOYAMA & SATOUMIへ行こう 2018（2018年3月31日・4月1日、パシフィコ横浜）[50]
- 矢島舞美・中島早貴とスノーケリングツアーin沖縄本島（中部）3日間の旅（2018年5月18日 - 20日、沖縄本島）[51]
- SATOYAMA & SATOUMI with ニャオざねまつり in 熊谷（2018年10月20日・21日、彩の国くまがやドーム）[52]
- さわやか祭り〜輝け!さわやか五郎曲アワード2018〜（2018年11月16日、TOKYO FM HALL） - ゲスト出演[53]
- 埼玉県警察「サイバーセキュリティキャンペーン〜みんなで守ろうサイバーセキュリティ〜」（2020年2月23日、イオンモール北戸田） - 一日サイバー犯罪撲滅隊長[54]

### 舞台
- 散歩道楽特別公演「ロマンチックにヨロシク」（2009年12月2日 - 6日、あうるすぽっと） - 真央 役
- 「秦組」vol.3『らん』（2010年7月7日 - 11日、俳優座劇場）
- 「秦組」vol.4『らん―2011New version!!―』（2011年5月22日- 29日、前進座劇場）
- 劇団ゲキハロ第12回公演「キャッツ♥アイ」（2012年9月22日 - 30日、サンシャイン劇場 / 10月13日・14日、イオン化粧品シアターBRAVA!） - 来生瞳 役
- 大人の麦茶第二十杯目公演 「シュガースポット」（2012年11月21日 - 27日、紀伊國屋ホール / 12月1日・2日、イオン化粧品シアターBRAVA!）
- 「秦組」vol.5『タクラマカン』（2013年5月31日 - 6月10日、あうるすぽっと / 6月11日、サンケイホールブリーゼ）[55]
- JKニンジャガールズ（2017年2月28日・3月1日、全労済ホール/スペース・ゼロ） - 日替わりゲスト[56]
- 演劇女子部「一枚のチケット〜ビートルズがやってくる!〜」（2017年11月27日 - 12月3日、紀伊國屋サザンシアター TAKASHIMAYA）- 主演[57]
- 熱帯男子（2018年2月22日 - 3月3日、全労済ホール スペース・ゼロ）- 主演
- LADY OUT LAW!（2018年9月14日 - 24日、品川プリンスホテル クラブeX）- 主演
- 銀幕の果てに（2019年4月24日 - 29日、紀伊國屋ホール / 5月8日 - 9日、COOL JAPAN PARK OSAKA TTホール）- 主演
- リーディングシアター「ダークアリス」（2019年6月1日、サンシャイン劇場）
- 上にいきたくないデパート（2019年8月21日 - 29日、三越劇場）- 真壁凛子 役
- フラガール - dance for smile -（2019年10月18日 - 27日、日本青年館ホール / 11月2日 - 4日、サンケイホールブリーゼ）- 平山まどか 役
  - フラガール - dance for smile -（2021年4月3日 - 12日、Bunkamura シアターコクーン）[58]
  - フラガール - dance for smile -（2022年5月14日 - 23日、新国立劇場 中劇場）[59]
- うち劇「タイムリープガール〜80's 歌のヒットパレード〜」（2020年8月1日、ライブ配信）[60]
- マーダーミステリーシアター「演技の代償」（2021年2月22日、ライブ配信）- 辻岡恭子 役[61]
- 朗読劇「ラヴ・レターズ〜Spring Special〜」（2021年3月13日 、PARCO劇場）[62]
- フォーティンブラス（2021年8月19日 - 29日、Bunkamura シアターコクーン）- 松村玉代 役[63]
- 令和千本桜〜義経と弁慶／コロッケものまねオンステージ2021（2021年10月9日 - 21日、明治座）- 静御前 役
- 朗読劇「リクエストをよろしく」（2021年12月3日 - 5日、シアター1010）- 雪室ハジメ 役
- GARNET OPERA（2022年1月21日 - 30日、EX THEATER ROPPONGI / 2月4日 - 6日、森ノ宮ピロティホール）- お濃 役
- フォーティンブラス（2022年6月3日 - 9日、自由劇場 / 6月18日 - 20日、梅田芸術劇場 シアター・ドラマシティ / 6月28日 - 30日、穂の国とよはし芸術劇場PLAT 主ホール）[64]
- 舞台「パレード」（2022年7月16日 - 24日、新国立劇場 小劇場）- 相馬未来 役[65]
- ざんねん系おもタメミュージカル「ざんねんないきもの事典〜いきものたちの逆襲〜」（2022年8月18日 - 8月28日、あうるすぽっと）[66]
- 家政夫のミタゾノ THE STAGE 〜お寺座の怪人〜（2022年11月17日 - 27日、EX THEATER ROPPONGI / 12月3日・4日、森ノ宮ピロティホール） - 朱里 役[67]
- いいね!光源氏くん（2023年8月12日 - 19日、三越劇場） - 藤原沙織 役[68]
- オーベロントライアルシリーズ Vol.2「短編集 説得してるのは僕の方」（2023年12月7日 - 10日、シアターグリーン BIG TREE THEATER）[69]
- タクフェス 第12弾「夕 -ゆう-」（2024年11月1日 - 10日、サンシャイン劇場 / 11月14日 - 17日、梅田芸術劇場 シアター・ドラマシティ / 11月23日、キャナルシティ劇場 / 11月29日 - 12月1日、ウインクあいち / 12月12日、カナモトホール） - 主演・三上夕 役[70][71]
- 方南ぐみ企画公演 朗読劇「青空」（2025年2月6日、俳優座劇場）[72]
- Reading Drama『BLINK』【降板】[73][74]

### ライブ
- Hello! Project 20周年記念前夜祭 〜One by One〜「矢島舞美 solo Live 〜my self〜」（2017年10月23日・24日・31日・11月2日、コットンクラブ、全8公演うちレイトショー4公演）[75][76][77]
- Japan Expo Thailand 2018（2018年1月27日、 タイ・バンコク Central World Plaza）[78][79]
- SHIMA・SHIMA Theater〜妄想女子とペンギンちゃん〜（2018年2月6日 - 8日、コットンクラブ / 3月18日、味園ユニバース / 29日、ダイアモンドホール / 全10公演うちレイトショー4公演） - 中島早貴と共演
- Hello! Project 20th Anniversary!! Hello! Project 2018 SUMMER 〜ONE FOR ALL〜（2018年7月22日、日本特殊陶業市民会館 フォレストホール） - ゲスト出演[80]
- SHIMA・SHIMA Theater〜妄想女子、危機一髪!〜（2018年8月13日 - 18日、コットンクラブ、全9公演うちレイトショー2公演） - 中島早貴と共演
- 矢島舞美 Solo LIVE 2018〜やじまんず大集合!〜（2018年10月6日、THE BOTTOM LINE / 8日、品川インターシティーホール / 11日、マイナビBLITZ赤坂、ゲスト：中島卓偉 / 14日、umeda TRAD / 全7公演）[81]
- Hello! Project 20th Anniversary!! Hello! Project COUNTDOWN PARTY 2018 〜GOOD BYE & HELLO!〜 第2部（2018年12月31日、中野サンプラザ） - ゲスト出演
- Hello! Project 20th Anniversary!! Hello! Project 2019 WINTER 〜YOU & I〜/〜NEW AGE〜（2019年1月2日・6日・12日、中野サンプラザ、計4公演） - ゲスト出演[82]
- Hello! Project Year-End Party 2021 〜GOOD BYE & HELLO ! 〜（2021年12月31日、中野サンプラザ）[83] - 3部ゲスト出演
- Hello! Project 25th ANNIVERSARY CONCERT「ALL FOR ONE & ONE FOR ALL!」ACT II（2023年9月10日、国立代々木競技場 第一体育館）[84]

## 書籍

### 写真集
- 舞美（2007年4月25日、ワニブックス、撮影：橋本雅司）ISBN 978-4-8470-4003-0
- 爽・空（そうそら）（2008年1月27日、ワニブックス、撮影：橋本雅司）ISBN 978-4-8470-4065-8
- 17（2009年4月18日、ワニブックス、撮影：樂滿直城）ISBN 978-4-8470-4169-3
- 矢島舞美写真館 2008-2010（2010年6月5日、ワニブックス、撮影：今村敏彦・桑島智輝・佐藤裕之・TakeoDec.）ISBN 978-4-8470-4285-0
- タビオト（2011年11月27日、ワニブックス、撮影：佐藤裕之）ISBN 978-4-8470-4409-0[注 5]
- ハタチ（2012年11月27日、ワニブックス、撮影：佐藤裕之）ISBN 978-4-8470-4509-7[85]
- マイミュージアム（2013年5月27日、ワニブックス、撮影：桑島智輝）ISBN 978-4-8470-4546-2[86]
- ガラスと水（2013年10月15日、ワニブックス、撮影：根本好伸）ISBN 978-4-8470-4588-2
- PURE EYES（2014年3月27日、ワニブックス、撮影：佐藤裕之）ISBN 978-4-8470-4636-0[87]
- Nobody knows 23（2015年8月21日、ワニブックス、撮影：西條彰仁）ISBN 978-4-8470-4773-2
- ひとりの季節（2016年8月27日、ワニブックス、撮影：西條彰仁）ISBN 978-4-8470-4860-9
- 瞬き（2018年11月10日、ワニブックス、撮影：西條彰仁）ISBN 978-4-8470-8171-2[88]

### 雑誌連載
- UTB（2008年10月23日 - 2010年、ワニブックス）

### ムック
- B.L.T. U-17 vol.8 sizzleful girl 2008 autumn（2008年11月6日、東京ニュース通信社）
- Hello! Project BEST SHOT!! 春 vol.18 （2010年3月24日、ワニブックス）ISBN 978-4-8470-4263-8

### その他
- ビッグホリデースキーツアー&スノーボードツアー（2007年10月 - 2008年4月、ビッグホリデー）[注 6]
- 畳の上のミクロ（2009年10月08日、秋田書店）- 第1巻帯・推薦文。
- やじマップ Sweets修行の旅（2015年4月27日、ワニブックス）ISBN 978-4-8470-4749-7
- のんびり、さりげなく、ふんわりと。（2017年12月22日、ワニブックス）ISBN 978-4-8470-9646-4
- MAMOR（2019年12月号、扶桑社） - 防衛省広報誌。護衛艦いずもを訪問し、海上自衛隊の制服などを着て撮影、表紙と巻頭グラビアを飾る。

## 参加ユニット
- ℃-ute（2005年 - 2017年） - リーダー。
- Gatas Brilhantes H.P.（2007年 - 2015年）
- 通常ユニット
  - ZYX（2003年 - 2009年）
  - 安倍なつみ&矢島舞美（℃-ute）（2008年）
- スペシャルユニット
  - High-King（2008年 - 2013年）
- シャッフルユニット
  - H.P.オールスターズ（2004年）
  - ハロー!プロジェクト モベキマス（2011年）
- 企画ユニット
  - DIY♡（2012年）
  - メロウクアッド（2013年）